# Charlene Fernetz
Charlene Fernetz (nacida el 23 de marzo de 1960) es una actriz canadiense. 

## Vida y carrera
Fernetz nació en una granja grande en medio de Saskatchewan, Canadá cerca de Prince Albert y estudió Periodismo en el Instituto Tecnológico de British Columbia; pero en 1990 fue durante un teatro regional en Portland, Oregón, cuando un mánager le vio de Los Angeles, y en tan sólo meses fue invitada a la serie de Showtime, Kurt Vonnegut's Monkey House. 

## Filmografía
- Mann & Machine (1996) como Yvonne Stepka.
- The Hat Squad (1992)
- Street Justice (1991–1993) como Malloy.
- Made in America (1993) como Paula.
- Woman on the Ledge (1993) como Carol.
- Harmony Cats (1993) como Jane Pitkeithly.
- Heads (1993) como Betty Jo.
- The Mighty Jungle (1994) como Susan Winfield.
- Paris or Somewhere (1994) como Gwen.
- Kung Fu: The Legend Continues (1995).
- Hawkeye (serie de televisión) (1995) como Hester.
- Sabrina the Teenage Witch (1996) como Tía Zelda.
- Diagnosis Murder (1997) como Susan Huckaby.
- Sabrina, the Teenage Witch (1997) como Gail Kippling.
- Coartada (1997) como Laura Hill.
- The Outer Limits (1997) como Corinne Virgil.
- Two (1997) como Jill O'Hara.
- Ricky 6 (2000) como Ann Cowen.
- Just Ask My Children (2001) como Reportera Terry.
- Seeking Fear (2005) como Trudy McCormick.
- Murder on the Yellow Brick Road (2005) como Rachel Dowd.
- Keyeye the Movie (2008) como Rachel Burk.